# 드럼 앤 베이스
드럼 앤 베이스(영어: Drum and Bass, DnB[*])는 전자음악의 한 종류로, 165~185 bpm의 빠르고 복잡한 리듬과 그를 받쳐주는 베이스라인을 특징으로 한다. 경우에 따라서는 정글(Jungle)으로 부르기도 하지만, 정글을 드럼 앤 베이스와 구별하기도 한다(정글 문단 참조).

## 역사
1980년대 후반과 1990년대 초반에 나이트클럽 문화의 성장은 레이브 신에서의 새로운 전자음악 스타일을 만들어냈다. 그 스타일은 당김음의(syncopated) 비트와 다른 넓은 범위의 음악 장르의 샘플이 때로는 영화의 음악, 대화, 효과음의 샘플이 사용되었다. 더 빠른 것은 하드코어라 불렸다. 1991년에 변칙적인(broken)비트로만 만들어지고 무거운 베이스라인, 오래된 자메이카 음악의 샘플이 사용된 트랙은 정글 테크노라고 불렸다. 후에 "정글(jungle)"이라고 알려지기 시작했다. 1991-1992년경에 독립된 음악 장르가 되었고, 레이브와 영국의 해적 라디오 방송에서 인기를 끌었다.
이러한 곡들은 종종 레게머핀(raggamuffin) 보컬 트랙에 변칙적 비트와 베이스라인이 결합되었다. 1994에 정글은 주류 음악 시장 인기와 - 정글리스트(junglist)로 알려진 - 음악 팬들이 생기기 시작했고, 영국의 젊은 하위문화(subculture)의 부분으로 인식되기 시작되었다. 아주 어반(urban)한 음악, 댄스홀 레게 스타일 렙(MC)과 결합된 레게머핀 사운드, 보다 복잡하고 빠른 속도의 브레이크비트 퍼커션을 사용하는 덥 베이스라인에서 사운드를 가지고 왔다. 이때쯤 정글은 범죄와 범죄자들과 관련되기 시작했다. 이러한 현상의 반작용 또는 독립적인 모습을 가지기 위해서 프로듀서들은 레게 스타일을 버리기 시작했고, 드럼 앤 베이스라는 이름을 만들었다. 정글이 드럼 앤 베이스로 변하게 된 분명한 시점은 없다. 그럼에도 대부분의 정글 프로듀서들은 계속해서 드럼 앤 베이스라고 불리는 곡들을 만들어내고 있다.
음악 스타일이 보다 윤이나고 세련됨에 따라 해적 방송에서 상업 방송으로 옮겨가게 되고, (1995-1997년쯤) 광범위한 수용층이 형성되기 시작한다. 또한 점프-업(jump-up)과 같은 주목할 만한 하위장르가 생겨나기 시작했고, 가벼운 사운드의 드럼 앤 베이스가 주류 음악 시장에 인기를 얻기 시작함에 따라, 많은 프로듀서의 다양한 스펙트럼의 작업이 이어졌다. 이 결과 보다 테크노 음악과 SF와 애니메이션 영화의 음악적 분위기에 영향을 받은 어둡고, 테크니컬한 사운드의 음악이 연속적으로 나오게 되는데, 이러한 음악은 테크스텝(techstep)으로 알려지게된다. (1997 - 1998년경)
2000년경, 영국 거라지(UK garage) 사운드가 생겨났고, 인기가 드럼 앤 베이스를 능가했다. 음악적 영감의 핵심 부분을 드럼 앤 베이스에서 가지고 온, 영국 거라지가 이 장르의 후계자가 될 것이고 "드럼 앤 베이스는 죽었다"라는 선언을 믿었다. 그러나, 드럼 앤 베이스의 계속되는 발전은 그것이 틀렸음을 입증하였다. 리퀴드 펑크(liquid funk)와 다른 하위 장르들의 출현은 새로운 아이디어와 테크닉을 가진 새로운 아티스트들의 파도를 일으켰고, 이 장르의 지속적인 진화를 유지하게 한다. 드럼 앤 베이스는 음악 장르로는 잘 알려지지 않았을지 몰라도, 텔레비전 광고와 같은 곳에서 자주 사용되며, 또한 다른 음악 스타일과 일부의 아티스트들에게 큰 영향을 주었다.

## 정글
드럼 앤 베이스는 흔히 정글(Jungle)로 부르기도 한다. 경우에 따라서 정글과 드럼 앤 베이스를 구별하지 않기도 하며, 정글과 드럼 앤 베이스를 구별할 경우에는 정글은 드럼 앤 베이스의 초창기를 가리키며, 드럼 앤 베이스에 비해서 좀 더 복잡한 구성을 가지며 레게/덥/댄스홀에 큰 연관성을 가진다.
올뮤직에서는 정글과 드럼 앤 베이스를 구별하지 않는다. Ishkur's Guide to Electronic Music에서는 댄스홀 정글, 정글, 드럼 앤 베이스를 구별하고 있다.

## 하위 장르

### 리퀴드펑크
Charlotte Haining - Carried Away (Deadline Remix) - 유튜브

### 재즈스텝
London Elektricity - Live At The Scala - Song in The Key of Knife - 유튜브

### 하드스텝
Bong-Ra 'Fallen Sons' - 유튜브

### 테크스텝
Feint - Snake Eyes (feat. CoMa) - 유튜브

#### 뉴로펑크
Droptek - Rupture - 유튜브

### 점프업
Nightfang - Legends Never Die - 유튜브

### 하프타임
REAPER - HEATSEEKER - 유튜브

## 같이 보기
- 전자 음악 장르 목록